# علاقات إسبانيا الخارجية
وحد فرناندو الثاني وإيزابيلا الأولى إسبانيا، وطردا المستوطنين المسلمين، واستخدما كريستوفر كولومبوس والعديد من الغزاة لبناء إمبراطورية استعمارية كبيرة في أمريكا اللاتينية. أصبحت إسبانيا قوة عالمية في القرن السادس عشر، وخاصة تحت حكم الملكين شارل الخامس (1516- 1565) وفيليب الثاني (1556- 1598). وقد قاتلا ضد الإصلاح البروتستانتي، وكان لديهما ممتلكات كبيرة في جميع أنحاء أوروبا الغربية. شحنت المستعمرات الأمريكية كميات كبيرة من الذهب والفضة، وأُنفِقت الثروة الجديدة في حروب متواصلة ضد فرنسا وهولندا، وضد الإمبراطورية العثمانية وإنجلترا وغيرها. حل التدهور والفقر بحلول عام 1700، وأخذ دور إسبانيا بالتراجع، وأصبحت ساحة معركة بين الإمبراطورية البريطانية وفرنسا في عصر نابليون. قاتلت جميع مستعمراتها تقريبًا من أجل الاستقلال وحصلت عليه في أوائل القرن التاسع عشر. سقط الباقي في يد الولايات المتحدة في عام 1898. أصبحت الحرب الأهلية الإسبانية بين عامي 1936-1939 حربًا بالوكالة بين قوى المحور، ألمانيا وإيطاليا والاتحاد السوفيتي (الذي خسر). عزل زعماء العالم الجنرال فرانكو الذي استلم الحكم بين عامي 1939- 1975. أخذت إسبانيا موقف الحياد في كلتا الحربين العالميتين. أعقب ذلك بروز الديمقراطية ودرجة من الحياة الطبيعية في عام 1975. انضمت إسبانيا إلى حلف الناتو ودخلت الاتحاد الأوروبي.
رسخت إسبانيا مكانتها كمشارك رئيسي في أنشطة الأمن الدولي المتعددة الأطراف. تمثل عضوية إسبانيا في الاتحاد الأوروبي جزءًا مهمًا من سياستها الخارجية. تفضل إسبانيا تنسيق جهودها مع شركائها في الاتحاد الأوروبي من خلال آليات التعاون السياسي الأوروبية، وذلك بالإضافة إلى العديد من القضايا الدولية خارج أوروبا الغربية.

## العلاقات الإقليمية

### أمريكا اللاتينية

#### الرؤية الإيبيرية الأمريكية
حافظت إسبانيا على هويتها الخاصة مع زملائها من البلدان الناطقة بالإسبانية. تؤكد سياستها على مفهوم المجتمع الإيبيري الأمريكي، وبشكل أساسي تجديد مفهوم «الأمريكانية-هسبانية» الليبرالي التاريخي (أو الإسباني كما يشار إليه غالبًا باللغة الإنجليزية)، والذي سعى إلى ربط شبه الجزيرة الإيبيرية والبلدان الناطقة بالإسبانية في أمريكا الوسطى والجنوبية من خلال اللغة والتجارة والتاريخ والثقافة. كانت إسبانيا مثالاً فعالاً للانتقال من الديكتاتورية إلى الديمقراطية، ويتضح ذلك من رحلات ملك إسبانيا ورؤساء الوزراء العديدة إلى المنطقة.

#### الاتجاهات في العلاقات الدبلوماسية
تحتفظ إسبانيا ببرامج التعاون الاقتصادي والفني والتبادلات الثقافية مع أمريكا اللاتينية، وذلك على الصعيدين الثنائي وداخل الاتحاد الأوروبي. ساءت العلاقات الإسبانية مع بعض دول أمريكا اللاتينية مثل المكسيك وفنزويلا وكوبا خلال حكومة خوسيه ماريا أثنار؛ ولكنها كانت جيدة بشكل استثنائي مع دول أخرى مثل كولومبيا وجمهورية الدومينيكان والعديد من جمهوريات أمريكا الوسطى. أدى فوز خوسيه لويس رودريغيز ثباتيرو في الانتخابات العامة لعام 2004 إلى تغيير هذا الوضع. لم تتلقى بعض جوانب السياسة الخارجية الإسبانية خلال ذلك الوقت، مثل دعمها لحرب العراق، الدعم أو التفضيل على نطاق واسع؛ وذلك على الرغم من العلاقات اللغوية والاقتصادية والثقافية الطويلة الأمد مع معظم أمريكا اللاتينية.
تُعد العلاقات مع فنزويلا جيدة جدًا اليوم مسببًا ذلك بعض الجدل مع الولايات المتحدة، والتي كانت مؤخرًا في حالة خلاف مع فنزويلا تحت حكم هوغو تشافيز، وعلاقاتها المتنامية مع «الدول المعادية لأمريكا» مثل كوبا والصين وروسيا وعدة دول إسلامية في الشرق الأوسط. عُلِّقت العلاقات الفنزويلية الإسبانية لفترة وجيزة بسبب حادث عام لم يسبق له مثيل (حادثة لم لا تصمت، وهي الجملة التي قالها ملك إسبانيا خوان كارلوس الأول لرئيس فنزويلا هوغو تشافيز في القمة الأمريكية الإيبيرية لعام (2007، وذلك على الرغم من إعادة تأسيسها لاحقًا.

### أفريقيا جنوب الصحراء
بدأت إسبانيا تدريجيًا في توسيع اتصالاتها مع أفريقيا جنوب الصحراء، واهتمت بشكل خاص بمستعمرتها السابقة في غينيا الاستوائية حيث تحتفظ ببرنامج مساعدات كبير؛ وسعت في الآونة الأخيرة إلى توثيق العلاقات مع السنغال وموريتانيا ومالي وغيرها لإيجاد حلول لقضية الهجرة غير الشرعية إلى جزر الكناري.[بحاجة لمصدر]

### الشرق الأوسط
تُعرف إسبانيا في الشرق الأوسط بأنها وسيط بين القوى. تدعم إسبانيا في علاقاتها مع العالم العربي المواقف العربية من قضايا الشرق الأوسط. تمثل الدول العربية مصلحة ذات أولوية بالنسبة لإسبانيا بسبب واردات النفط والغاز، وبسبب امتلاك العديد من الدول العربية استثمارات كبيرة في إسبانيا.

### أوروبا
نجحت إسبانيا في إدارة علاقاتها مع جيرانها الأوروبيين الثلاثة المباشرين، فرنسا وأندورا والبرتغال. ساعد انضمام إسبانيا والبرتغال إلى الاتحاد الأوروبي في عام 1986 في تخفيف بعض الخلافات التجارية الدورية من خلال وضعها في سياق الاتحاد الأوروبي. عُزِّز التعاون الثنائي الفرنسي-الإسباني من خلال العمل المشترك ضد العنف المتكرر من قبل جماعة الباسك الانفصالية (إيتا) منذ ستينيات القرن الماضي. تُعد العلاقات مع المملكة المتحدة جيدة بشكل عام، وذلك على الرغم من الحساسية المستمرة تجاه مسألة جبل طارق، وخاصة منذ تصويت المملكة المتحدة على خروج بريطانيا من الاتحاد الأوروبي.

### آسيا
تحاول إسبانيا اليوم توسيع علاقاتها المحدودة مع دول شرق آسيا، مع الصين واليابان وكوريا الجنوبية، باعتبارها نقاط اهتمامها الرئيسية في المنطقة. تُعد تايلاند وإندونيسيا الحليفان الرئيسيان لإسبانيا في منطقة الأسيان، ولديهما عدد كبير من الاتفاقيات وعلاقات جيدة للغاية. عززت إسبانيا أيضًا في السنوات الأخيرة اتصالاتها وعلاقاتها واستثماراتها في دول آسيوية أخرى، وأبرزها فيتنام وماليزيا. تعتبر العلاقات مع الفلبين، على الرغم من الماضي الاستعماري الطويل جدًا، أضعف بكثير من العلاقات التي تربط إسبانيا بدول أخرى في المنطقة، وتتعامل في الغالب مع الجوانب الثقافية وبرامج المساعدة الإنسانية.

## النزاعات

### النزاعات الإقليمية
تواجه البلاد نزاعات مع البرتغال والمغرب، وذلك في الوقت الذي يُعد فيه النزاع على جبل طارق مع بريطانيا العظمى أشهر نزاع إقليمي لإسبانيا.

#### النزاع مع بريطانيا العظمى
كان جبل طارق محل نزاع بين بريطانيا وإسبانيا منذ استيلاء القوات الأنجلو-هولندية عليه في عام 1704 خلال حرب الخلافة الإسبانية. تتمتع المنطقة بأهمية إستراتيجية كبيرة، وذلك بسبب وقوعها في الطرف الجنوبي لشبه الجزيرة الإيبيرية، وإشرافها على مضيق جبل طارق الذي يربط المحيط الأطلسي بالبحر الأبيض المتوسط. يُعد جبل طارق اليوم إقليمًا لما وراء البحار البريطانية، ويضم قاعدة مهمة للقوات المسلحة البريطانية.

#### النزاع مع المغرب
ترك الموقع الاستراتيجي لمضيق جبل طارق إرثًا يتضمن عددًا من النزاعات على السيادة، وتشمل «مواقع السيادة الخمسة» (بلاثاس دي سوبيرانيا) على الساحل المغربي وخارجه، مثل الجيوب الساحلية لسبتة ومليلية، التي ينافسها المغرب، بالإضافة إلى جزر الحسيمة، وجزيرة قميرة وجزر إشفارن. تحتفظ إسبانيا بالسيادة على سبتة ومليلية والقميرة والحسيمة وجزر إشفارن (التي استولى عليها بعد الاستيلاء المسيحي على إسبانيا) بناءً على أسس تاريخية، وأسباب أمنية وعلى أساس مبدأ الأمم المتحدة لوحدة الأراضي. تؤكد إسبانيا أيضًا أن غالبية السكان هم من الإسبان. يطالب المغرب بهذه الأراضي على أساس مبادئ الأمم المتحدة لإنهاء الاستعمار، وسلامة الأراضي، ولأن الحجج الإسبانية لاستعادة جبل طارق تؤيد مطالبة المغرب.